# نجدین (یمن)
 نجدین  به عربی ( الَنجدین  )، روستایی است در عزلهٔ (بنی خولان الطیار)، در ناحیهٔ آب، از توابع استان اِب در کشور یمن در شبه جزیره عربستان. 
جمعیت آن ۲۲۸ نفر (۷ خانوار) می‌باشد.